# Papi chulo... (te traigo el mmmm...)
«Papi chulo... (te traigo el mmmm...)» es una canción de 2002 grabada por la rapera panameña Lorna. Lanzada como su sencillo debut en el verano septentrional de 2003, la canción logró un gran éxito en muchos países, convirtiéndose en un éxito musical en España, Colombia, Turquía, México y Pakistán, y en uno de los cinco mejores de las listas en Francia, los Países Bajos, Bélgica e Italia.
Fue una de las primeras canciones de reguetón interpretada por una mujer, una de las primeras del género en sonar masivamente en España y la canción del verano del 2003 en el país ibérico.

## Historia
Patrocinado por NRJ, la canción también se presentó como un lado B en el segundo sencillo de Lorna, «Papito ven a mí». 
En la canción, con letra de contenido sexual, se puede escuchar a Lorna suspirar de manera orgásmica.
En Francia, el sencillo fue al número 46 el 20 de julio de 2003. Trepó rápidamente y llegó al top 10 tres semanas más tarde, y finalmente llegó a la primera posición durante una semana. Logró un total de 20 semanas en la tabla en total, 14 de las cuales estaban entre las 10 mejores. Descendió en la lista después de caer al número 25, probablemente porque la canción estaba disponible en el siguiente sencillo del cantante que ya había sido lanzado. A partir de agosto de 2014, fue el 59.º sencillo más vendido del siglo XXI en Francia, con 364,000 unidades vendidas.
En Italia, el título de la canción y la canción en sí se han utilizado ampliamente en la sátira política; "papi" (papá) es uno de los apodos de Silvio Berlusconi, usado por primera vez por Noemi Letizia, una chica involucrada en uno de los muchos escándalos sexuales del Primer Ministro italiano. "Chulo", suena como "ciùlo", un dialecto italiano (milanés) término para el acto sexual.

## Listados de pistas
CD sencillo
1. "Papi Chulo... te traigo el mmmm" (edición de radio) - 2:58
2. "Papi Chulo... te traigo el mmmm" (versión original) - 2:56

CD maxi
1. "Papi Chulo... te traigo el mmmm" (edición de radio) - 3:00
2. "Papi Chulo... te traigo el mmmm" (edición ampliada) - 5:45
3. "Papi Chulo... te traigo el mmmm" (versión original) - 3:00

Maxi de 12 pulgadas
1. "Papi Chulo... te traigo el mmmm"
2. "Papi Chulo... te traigo el mmmm" (remix latino-afro de jiggy)
3. "Papi Chulo... te traigo el mmmm" (mezcla original)

## Créditos
- Licenciado de Metropol Records
- Producido por Rodney S.Clark Donalds (El Chombo)
- Publicado por Metropol Music
- Subeditado en Francia por Scorpio Music (Black Scorpio) Sacem
- P&C 2003 Metropol Records

## Listas de éxitos y ventas
| Listas (2003–2004)                       | Puesto más alto |
| ---------------------------------------- | --------------- |
| Bélgica (Flandes) Belgian Singles Chart  | 12              |
| Bélgica Belgian (Wallonia) Singles Chart | 2               |
| Países Bajos Dutch Singles Chart         | 4               |
| Francia French SNEP Singles Chart        | 1               |
| Grecia Greece Singles (IFPI Greece)      | 2               |
| Italia Italian Singles Chart             | 2               |
| Suecia Swedish Singles Chart             | 49              |
| Suiza Swiss Singles Chart                | 12              |

| Listas (2003)                            | Posición final |
| ---------------------------------------- | -------------- |
| Bélgica Belgian (Flanders) Singles Chart | 67             |
| Bélgica Belgian (Wallonia) Singles Chart | 34             |
| Países Bajos Dutch Top 40                | 46             |
| Francia French Singles Chart             | 15             |
| Suiza Swiss Singles Chart                | 41             |

### Certificaciones
| País    | Certificaciones | Fecha                    | Ventas certificadas | Ventas físicas |
| ------- | --------------- | ------------------------ | ------------------- | -------------- |
| Bélgica | Oro             | 6 de diciembre de 2003   | 20,000              |                |
| Francia | Oro             | 24 de septiembre de 2003 | 250,000             | 362,000        |